# Dubovo (Peć)
Pour les articles homonymes, voir Dubovo.
Dubovë en albanais et Dubovo en serbe latin (en serbe cyrillique : Дубово) est une localité du Kosovo située dans la commune/municipalité de Pejë/Peć et dans le district de Pejë/Peć. Selon le recensement kosovar de 2011, elle compte 650 habitants.

## Démographie

### Évolution historique de la population dans la localité
| 1948 | 1953 | 1961 | 1971 | 1981 | 1991  | 2011 |
| ---- | ---- | ---- | ---- | ---- | ----- | ---- |
| 477  | 530  | 620  | 832  | 999  | 1 095 | 650  |

|  |

### Répartition de la population par nationalités (2011)
En 2011, les Albanais représentaient 98,92 % de la population.